# British Rail Class 150
British Rail Class 150 "Sprinter" - typ spalinowych zespołów trakcyjnych, należących do rodziny pociągów "Sprinter". Składy tego typu były budowane w latach 1984-1987 przez firmę BREL. Obecnie są używane przez pięciu przewoźników: Arriva Trains Wales, London Midland, First Great Western, Northern Rail oraz London Overground. 

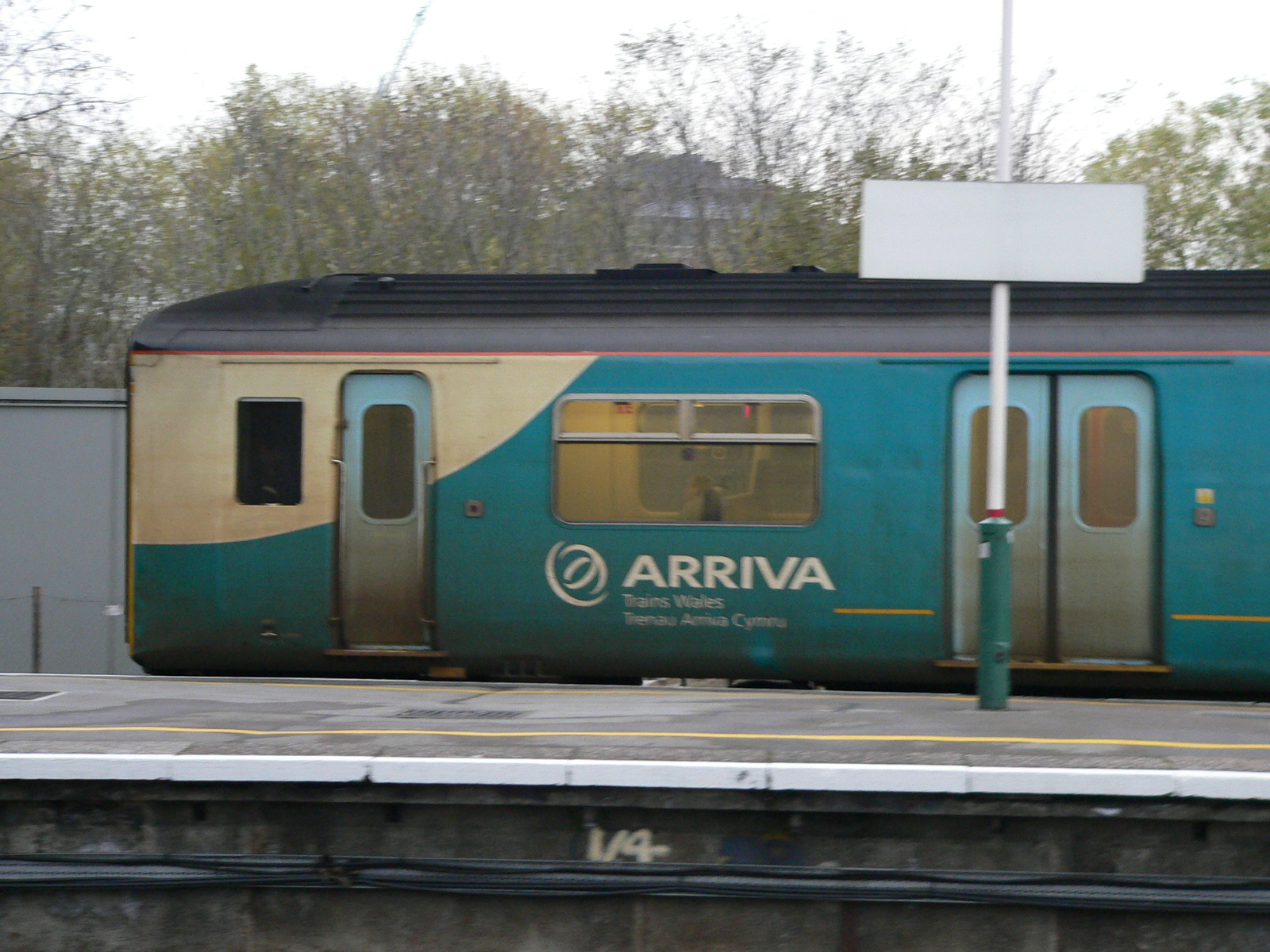
Pociąg w barwach Arriva Trains Wales